# Medi Sadoun

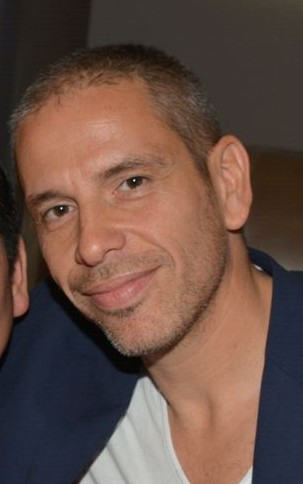
Medi Sadoun (2016)

Medi Sadoun (* 8. Juli 1973 in Paris) ist ein französischer Schauspieler.

## Leben und Karriere
Medi Sadoun wurde in Paris als Sohn eines algerischen Ingenieurs und einer italienischen Sekretärin geboren. Er ist seit den 1990er-Jahren als Theaterschauspieler tätig und versuchte zeitweise auch eine Musikkarriere einzuschlagen. 2009 hatte er eine der Hauptrollen in der erfolgreichen Webserie Kaïra Shopping, woraufhin er zunehmend Film- und Fernsehangebote bekam. Dem deutschen Publikum wurde Sadoun vorrangig durch die Rolle des muslimischen Schwiegersohns und Anwalts in Philippe de Chauverons Komödie Monsieur Claude und seine Töchter (2014) und der Fortsetzung Monsieur Claude 2 (2019) bekannt. 2016 teilte er sich, erneut unter De Chauverons Regie, die Hauptrollen der Flüchtlingskomödie Alles unter Kontrolle (2016) mit Ary Abittan, einem der anderen Schwiegersöhne in Monsieur Claude. In Frankreich wurde Sadoun außerdem durch seine Hauptrolle in der Fernsehserie Les Kassos zwischen 2013 und 2016 bekannt.

## Filmografie (Auswahl)
- 2010: Il reste du jambon?
- 2012: Porn in the Hood – Die Gang ohne Bang (Les Kaïra)
- 2013–2016: Les Kassos (Fernsehserie, 48 Folgen)
- 2014: Mea Culpa – Im Auge des Verbrechens (Mea Culpa)
- 2014: Monsieur Claude und seine Töchter (Qu’est-ce qu’on a fait au Bon Dieu?)
- 2016: Alles unter Kontrolle (Débarquement immédiat!)
- 2017: Alibi.com
- 2018: Nicky Larson – City Hunter (Nicky Larson et le parfum de Cupidon)
- 2019: Monsieur Claude 2 (Qu’est-ce qu’on a encore fait au Bon Dieu?)
- 2019: Made in China
- 2021: Monsieur Claude und sein großes Fest (Qu’est-ce qu’on a tous fait au Bon Dieu?)